# Leontocephalus
Leontocephalus és un gènere extint de gorgonòpids. Gràcies a les marques de desgast del crani de Leontocephalus, s'ha pogut saber que era capaç d'obrir la mandíbula amb un angle de 90°, per tal de separar els seus grans ullals abans de mossegar la presa. Algunes fonts el consideren un sinònim d'Aelurognathus.